# راندال كرايغ فليشر
راندال كرايغ فليشر (بالإنجليزية: Randall Craig Fleischer)‏ هو قائد أوركسترا أمريكي، ولد في 1958.

## وصلات خارجية
- راندال كرايغ فليشر على موقع ميوزك برينز (الإنجليزية)
- راندال كرايغ فليشر على موقع قاعدة بيانات برودواي على الإنترنت (الإنجليزية)
- راندال كرايغ فليشر على موقع ديسكوغز (الإنجليزية)